# Iodure de titane(II)
L’iodure de titane(II), ou diiodure de titane, est un composé chimique de formule TiI2. Il s'agit d'un solide noir pyrophorique au contact de l'humidité de l'air et qui se décompose dans l'eau pour former de l’iodure de titane(III) TiBr3 avec libération d'hydrogène. Sa structure cristalline est semblable à celle du polytype 2H de l'iodure de cadmium CdI2 et appartient au système trigonal avec le groupe d'espace P3m1 (no 164) et les paramètres a = 411,0 pm et c = 682,0 pm.
Il peut être produit directement à partir des éléments :
Ti + I2 ⟶ TiI2.